# Trajnostna potrošnja
Človek za življenje potrebuje stabilno klimo, zaščito pred škodljivim UV-sevanjem, čisto vodo in zrak ter obnovljive vire mineralov in organskih materialov, kot je na primer les in zemeljska prst. Moderen način življenja vse to ogroža. Naši potrošniški vzorci prehranjevanja, prevoza in ogrevanja domov, izvajajo neposreden pritisk na okolje. Še obsežnejši so posredni pritiski, ki se ustvarijo v proizvodni verigi blaga in storitev, ki jih potrošimo. Povprečna svetovna poraba neobnovljivih virov energije se je namreč v zadnjih petdesetih letih drastično povečala. Z nepremišljenim ravnanjem onesnažujemo okolje in povečujemo količino izpušnih plinov in odpadkov. Na primer poraba vode v industrializiranem svetu je trikrat večja, kot bi dejansko, glede na njeno razpoložljivost lahko bila. Omeniti je potrebno še populacijsko rast, katera že presega populacijsko kapaciteto. Kot potrošniki lahko zmanjšamo vpliv na okolje, na primer z nakupom trajnostno proizvedene hrane in drugih produktov.

## Definicija trajnostne potrošnje
Najbolj uporabljena definicija trajnostne potrošnje je nastala leta 1994 v Oslu. Le-ta trajnostno potrošnjo definira kot uporabo dobrin in drugih produktov, ki ustreza osnovnim potrebam in prinaša boljšo kvaliteto življenja ter hkrati minimizira uporabo obnovljivih virov energije ter ne ogroža življenja bodočih generacij. Trajnostna potrošnja se nanaša tako na industrijo, kot na aktivnosti individualnih potrošnikov. Ukvarja se tako z varstvom okolja, kot z ohranjanjem virov energije. Išče ravnotežje med zadovoljstvom sedanje in prihodnje potrošniške populacije. Lahko jo definiramo s tremi ključnimi aktivnostmi, ki spremljajo trajnostno potrošnjo: zmanjšaj, ponovno uporabi in recikliraj. Tipični primeri trajnostne potrošnje so recikliranje, nakupovanje organske hrane in uporaba javnega prevoza. 

## Posledice netrajnostne potrošnje
Posledice netrajnostne potrošnje se odražajo na štirih večjih področjih: klimatske spremembe, pomanjkanje gozdnih površin, onesnažena voda in izguba kmetijskih površin.
Klimatske spremembe 
Povprečna temperatura zemeljske površine se je iz 13,27  ͦC v letu 1866 povzpela na 14,35  ͦC v letu 1999. Zaradi topljenja ledenikov se posledično dviguje nivo morske gladine. To bo v prihodnosti privedlo do neuporabnosti obalnih naselitvenih in obdelovalnih površin ter preselitev milijonov prebivalcev v notranjost kontinentov. Sem spada vedno večja uporaba fosilnih virov energije, ki povečuje koncentracijo ogljikovega dioksida v atmosferi. Klimatske spremembe se odražajo v številčnejših poplavah, hurikanih in sušah. 
Izsekavanje gozdov 

Z izsekavanjem gozdov smo posekali že 4/5 vseh gozdov, ki so prvotno prekrivali zemeljsko površino. Izsekavanje gozdov je še posebej nevarno za ekosistem  planeta, saj gozdovi proizvajajo kisik in absorbirajo škodljiv ogljikov dioksid. Kljub digitalni revoluciji, ki obljublja družbo brez papirja je, kontradiktorno, uporaba papirja še vedno v porastu, s tem, da gre od tega samo 10 % uporabe papirja v proizvodnjo trajnejših produktov, kot so na primer knjige. Kljub temu, da je recikliranje papirja v zadnjih letih v porastu, le-ta predstavlja le 40 % proizvodnje papirja. Velika poraba papirja je v veliki meri vzrok neustreznega finančnega mehanizma. Papir je namreč cenejši kot je v resnici njegova proizvodnja. Proizvodnja papirja je prevelika, kar povzroči padec njegove cene na trgu in posledično uporabljanja v trivialne namene. 
Onesnažena voda
Samo 3 % svetovne vode je uporabne, ostala je zmrznjena, slana ali nedostopna. Zaradi modernega načina življenja, je tudi teh 3 % vode zelo ogroženih. Največ vode se porabi pri proizvodnji hrane in industriji. Do leta 2025 naj bi bilo brez dostopa do pitne vode kar 2,4 milijard prebivalcev.
Izguba kmetijskih površin

Poleg upada razpoložljive vode, zaradi erozije in razvoja naselij, upada tudi razpoložljivost kmetijskih površin. Podatki iz leta 2000 so pokazali, da je razpoložljivost obdelovalnih površin 0,11 hektarja na osebo. 

## Zanikanje okoljskih problemov
Kljub temu, da smo vsi seznanjeni z okoljskimi problemi, še vseeno nadaljujemo z vzorci vedenja, ki so netrajnostni. Možne razlage tega so: ekonomski interesi, tehnološki optimizem in zaznano pomanjkanje socialne kontrole. Pozitivni učinki trajnostnega vedenja posameznika na okolje so kompleksni in situirani nekje v prihodnosti. Torej, posamezniki, ki sodelujejo v trajnostni potrošnji tukaj in zdaj, ne morajo občutiti dejanskih učinkov njihovega delovanja na okoljsko stanje. Zaradi tega ljudje težko presodijo uporabnost in učinkovitost njihovega trenutnega vedenja na zmanjšanje okoljske problematike.

## Trajnostna potrošnja v različnih psiholoških smereh

### Neoanalitični pristop
Neoanalitični pristop izhaja Freudove psihoanalize. Kljub temu, da imajo ti pristopi manj kvantitativnih empiričnih dokazov, kot drugi, ga lahko vseeno povežemo s trajnostno potrošnjo. Kriza podnebnih sprememb je rezultat naše podedovane odtujitve od narave. Freud meni, da nas naši nezavedni instinkti vodijo k uničenju narave. Eros, seksualni instinkt, nas vodi v vedno večjo populacijsko rast. Thanatos, instinkt agresivnosti, nas vodi v vojno in druge oblike nasilja. Kljub temu, da večina izmed nas ve nekaj o posledicah naše potrošnje na podnebje, še vseeno kupujemo izdelke, ki jih ne potrebujemo. To dejanje opravičujemo s tem, češ, da je bil izdelek znižan. Uporabljamo torej številne obrambne mehanizme.  Ko slišimo nekaj o okoljskih problemih, menimo, da je onesnaževanje problem skupnosti in ne nas kot posameznika, prekomerna poraba vode je problem poljedelcev in ne nas posameznikov. Ko srečamo nekoga, ki klimatske spremembe jemlje resno, ga imamo za radikalnega okoljevarstvenika. V teh primerih lahko najdemo tehniko emocionalnega distanciranja. Tudi vlada in večje korporacije delujejo v skladu z našimi obrambnimi mehanizmi. Na primer oglaševanje poveča uporabo izdelkov, brez omenjanja negativnih posledic za okolje. Neoanalitični pristop, našo nepremišljeno onesnaževanje, dodatno pojasnjuje s prekinjenim odnosom, ki bi ga morali imeti z našo mati naravo. Freud je menil, da je se naša civilizacija nezavedno definira skozi stopnjo, do katere najdemo načine za spreminjanje narave. Neoanalitični pristop vidi rešitev v spreminjanju naših nezavednih motivov v zavedne. Ekopsihologi menijo, da je del našega globokega nezavednega, ekološki jaz. Ekološki jaz, se zaveda povezanosti z naravo, vendar ga je industrializiran svet potlačil globoko v nezavedno. Trajnostno potrošnjo lahko vzbudimo tako, da ponovno obudimo potlačeni ekološki jaz. Do tega lahko pridemo s pomočjo tehnike čuječnosti in doživljanjem narave. S tem se povezuje ekoterapija, ki uči posameznike, da se ponovno povežejo z naravo. Psihologi morajo pomagati ljudem, da se soočijo s svojimi potlačenimi občutki glede okoljske krize in se ponovno povežejo s svojim ekološkim jazom.

### Behaviorizem
Iz vedenjskega vidika je potrebno identificirati situacijski dražljaj, ki spremlja in spodbuja trajnostno potrošnjo. Z uporabo različnih spodbujevalcev poskušamo pri posameznikih spodbuditi trajnostno potrošnjo. V ta namen lahko na primer uporabimo denarna povračila ali piškote v zameno za uporabo avtobusa in očiščevalne akcije. Vedenjski pristop predlaga, da lahko z različnimi predpisi in davki, zmanjšamo pretirano potrošnjo, tako, da primerno nagrajujemo in kaznujemo različne oblike trajnostne potrošnje. Na primer zvezna država Oregon je dosegla 90 % reciklažo steklenic po tistem, ko je posameznik za vsako reciklirano steklenico dobil 5 centov. Zanimiv predlog vedenjskega pristopa je obdavčenje ne tistega, kar ljudje zaslužijo pač pa izključno obdavčenje tistega kar ljudje zapravijo. Vendar takega ukrepa ne moramo pričakovati, saj lahko na kratki rok rezultira v hudih finančnih krizah.

### Socialna psihologija
Razumevanje trajnostne potrošnje po pristopu socialne psihologije temelji na procesu socialne primerjave. Festinger v svoji teoriji socialne primerjave pravi, da se ljudje primerjamo z drugimi takrat ko želimo nekaj izvedeti o sebi ter takrat ko bi radi ocenili naša mnenja in sposobnosti, torej ko si želimo samoevalvacije. Na vprašanje s kom se primerjamo Festinger odgovori, da iščemo sebi podobne druge osebe, saj s tem maksimiziramo informacije, ki jih dobimo s primerjavo. Posledica socialne primerjave je sprememba posameznikovega mnenja. Ta sprememba pa je navadno usmerjena v uniformnost s skupino. Glede na to ali se človek počuti dobro ali slabo je odvisno od tega, s kom se primerjajo. Večina ljudi se primerja s svojimi vrstniki in mnogi hitro pridejo do zaključka, da imajo premalo materialnih dobrin. Večina ljudi meni, da bi bili srečnejši, če bi se njihovo imetje povečalo za 20 %.
Poleg procesa socialne primerjave lahko znotraj socialne psihologije najdemo tudi proces socialnega vpliva. Socialni vpliv definiramo kot spremembo posameznikovega vedenja, katera je rezultat interakcije z drugimi posamezniki ali socialnimi skupinami. Socialni vpliv drugih, kot so sošolci, družina in prijatelji, je namreč lahko pomemben dejavnik, ki vpliva na odločitev za izbor okolju prijaznih produktov.
 Potrošniki se namreč ne odločajo kot neodvisni individuumi, temveč so pod socialnim vplivom drugih. Raziskava iz leta 2012 se ukvarja z vplivom specifičnih socialnih skupin na potrošniško vedenje. Prav tako je testirala različne tipe socialnega vpliva, še posebej čredni nagon in socialno učenje. Čredni nagon pomeni, da posamezniki ustvarjajo sklepe na podlagi opazovanja akcij drugih. Posameznikove akcije temeljijo zgolj na opazovanju akcij drugih oziroma na imitaciji. Do tega pride predvsem takrat, ko posamezniku manjkajo informacije in meni, da s posnemanjem drugih ravna racionalno. Predvidevajo, da drugi sprejemajo odločitve, ki temeljijo na boljših informacijah, kot jih imajo oni sami. Do črednega nagona pride tudi pri nakupovanju trajnostnih produktov. Ko posameznik kupuje trajnostne produkte, kar za večina potrošnikov ni rutinska dejavnost, velikokrat posnema dejanja drugih. Raziskave so pokazale, da se v primeru dogodkov, ki niso rutinski, obrnemo na dejanja drugih. Čredni nagon se pojavi tudi takrat, ko se posameznik želi povezati s specifično skupino oziroma postati njen del. Na ta način posameznik doseže pričakovanja pomembnih drugih.
Raziskovalci so uporabili eksperimentalno metodo, kjer so direktno opazovali vedenje potrošnikov in kontrolirali pogoje v katerih so sprejemali odločitve. Raziskava je potrdila svojo hipotezo, da informacije, ki jih dobimo s strani socialne skupine s katero smo v interakciji, vpliva na trajnostno potrošnjo. Pri tem je najpomembnejša posameznikova referenčna skupina in ne katerakoli skupina. Najpomembnejša je socialna skupina, ki ima višjo socialno bližino. 
Potrošniki kupujejo dobrine ne samo zato, da zadovoljijo svoje nesocialne potrebe, kot na primer potrebo po hrani, temveč tudi zato, da vzpostavijo in vzdržujejo socialne odnose in druge socialne potrebe, kot na primer izražanje svojega socialnega statusa.
Iz vidika socialne psihologije je rešitev za spremembo potrošniškega vedenja v bolj trajnostno, v tem, da se zagotovi okolje, v katerem je prekomerna potrošnja zaznana kot neetična, nesposobna in neumna. Gre torej za spremembo splošnega javnega mnenja in posledično zakonske spremembe. Druga strategija bi bila zagotoviti skupino, ki ceni trajnostno potrošnji in s katero bi se ljudje lahko primerjali. V ta namen se trenutno ustanavljajo različne spletne strani, ki podpirajo bolj enostaven način življenja in nematerialistično družbo.. 
Socialni model okoljevarstvenega vedenja
S. Clayton in A. Brook predlagata model okoljevarstvenega vedenja, ki izhaja iz socialne psihologije. Model se osredotoča na situacijski kontekst, obstoječe sheme in osebne motive. 
Situacijski kontekst je sestavljen iz socialnega in fizičnega okolja. Socialno okolje vključuje vpliv drugih, še posebej pomembnih drugih. Socialno okolje je sestavljeno iz informacijskega vpliva in socialnih norm. Informacijsko vplivanje se nanaša na to, da posameznik na podlagi opazovanja drugih dobi informacije o tem, kako naj se vede. Socialne norme pa predstavljajo vedenje, ki se pričakuje od nekega posameznika oziroma skupine v določenem socialnem kontekstu.
Obstoječe sheme se nanašajo na pretekle izkušnje in znanje, ki smo ga pridobili tekom življenja. Naše naravno okolje je socialno konstruirano in ne predstavlja zgolj fizične realnosti.
Osebni motivi se nanašajo na iskanje pozitivne samopodobe, občutek pripadanja in občutek zaznane kontrole. To so dejavniki, ki vplivajo na interpretacijo neke situacije, v kateri smo. Na primer, oseba katere samopodoba temelji na osebnem premoženju bo v nakupu dragega osebnega avtomobila priznane znamke videla priložnost za zvišanje svoje samopodobe. Nasprotno bo oseba, katere samopodoba temelji na okoljevarstvenemu vedenju, iskala dejavnosti, ki bodo dokazovala njeno okoljsko ozaveščenost. Občutek pripadanja se nanaša na identifikacijo s skupino, kar močno vpliva na vedenje posameznika. Osebna identiteta se izoblikuje skozi osebne izkušnje in socialne skupine. Pomemben je razvoj okoljske identitete, saj le ta napoveduje bolj okoljsko naravnana vedenja. 
Ta model se lahko uporablja tudi v praksi. Dober primer je nakup avtomobila. Ko se odločimo za nakup avtomobila na nas vpliva oglaševanje, ki se nanaša na kontekst. Tudi obstoječe sheme vplivajo na to, kako ljudje procesirajo informacije o avtomobilih. Posameznik nakupa avtomobila zaradi obstoječih shem ne dojema kot okoljevarstveno dejanje. Avtomobili imajo zaradi oglaševanja bolj konotacijo v smislu neodvisnosti, glamurja, varnosti in hitrosti. Kar se tiče osebnih motivov, posameznik kaže svoj socialni status skozi izbiro avtomobila. Zato so posamezniki nagnjeni k nakupu dragega vozila prestižnih znamk. 

### Kognitivna psihologija
Kognitivna psihologija temelji na prepričanju, da je človeško vedenje temelji na kognitivnem procesiranju, ki vključuje predvsem učenje in mišljenje. Ljudje smo občutljivi na različne informacije in prepričevanja. Iz vidika kognitivnega pristopa, lahko prekomerno potrošnjo spreminjamo tako, da spreminjamo posameznikovo mišljenje in prepričanja glede okoljskih problemov. Pomembna vloga kognitivnih psihologov pri spodbujanju trajnostne potrošnje je preučevanje javnega zaznavanja potrošniškega vedenja in spodbujanje javnega zavedanja okoljske krize. Na primer, kognitivni psihologi, bi lahko delali z različnimi podjetji, kjer bi bili odgovorni za izdelavo zelenih oznak. Te zelene oznake, bi bile na vseh embalažah, na njih pa bi bile informacijo o tem, koliko enot energije, vode in gozda je bilo potrebnega za izdelavo neke embalaže. Tako bi imel vsak uporabnik takojšen vpogled v posledice njihovega nakupa. Prav tako, je na primer pisanje člankov za različne revije, lahko učinkovito za povečanje zavedanja te problematike med ljudmi.

## Povezanost trajnostne potrošnje s sociodemografskimi spremenljivkami
Vedenje do okolja je lahko povezano tudi z družinskimi prihodki in izobrazbo. Gospodinjstva, ki imajo višji prihodek, kažejo na večjo pripravljenost kupovati eko izdelke. Bolj trajnostno usmerjene so ženske, višje izobraženi posamezniki, tisti, ki imajo višje prihodke in tisti, ki imajo otroke. Na trajnostno potrošnjo torej pomembno vpliva spol, izobrazba in prihodek. Poleg tega raziskave kažejo, da posamezniki, ki živijo v bolj razvitih družbah, kažejo večjo skrb za okolje, kot tisti iz manj razvitih družb.
Raziskava iz leta 2015 je primerjala pripravljenost za trajnostno potrošnjo med različnimi religijami. Primerjala je trajnostno potrošnjo med budizem, kristjani in ateisti. Rezultati so pokazali, da so budisti v primerjavi s kristjani in ateisti, najbolj pripravljeni sodelovati v trajnostni potrošnji. Raziskava je ugotovila tudi to, da se raven pripravljenost za trajnostno potrošnjo ne razlikuje med ateisti in kristjani. Avtorji to razložijo s tem, da ateisti sicer res ne verjamejo v boga, a kljub temu verjamejo, da bo svet obstajal še dolgo v prihodnost. In ravno to jih verjetno vodi k trajnostni potrošnji, saj si želijo ohraniti planet še za prihodnje generacije. Rezultati kažejo tudi na to, da so na splošno bolj religiozni kristjani in budisti tudi bolj pripravljeni delovati v skladu z načeli trajnostne potrošnje, kot manj religiozni kristjani in budisti. 

## Pozitivna psihologija trajnostne psihologije
Pozitivna psihologija preučuje psihološke aspekte kakovosti življenja, srečo, optimizem, samospoštovanje, kreativnost, zanos, smisel življenja, modrost, ljubezen, empatijoempatijo, humor in drugo. Smernice pozitivne psihologije pomembno vplivajo na različna področja znanosti, med drugim tudi na področje trajnostnega razvoja. Vključevanje tematik pozitivne psihologije v spodbujanje trajnostne potrošnje lahko spodbudi prehod družbe v bolj trajnosten način življenja, ki podpira trajnostno srečo ter ugodje posameznika in družbe skozi daljše časovno obdobje. 

### Negativno zaznavanje trajnostne potrošnje
Trajnostno potrošnjo posameznik pogosto zaznava kot težavno in potencialno ogrožajočo za njegovo kvaliteto življenja. Na splošno pri izvajanju dejanj, ki so okoljevarstvena, veliko ljudi občuti negativne emocije in občutke, kot so žrtvovanje, nelagodje, sram in krivdo. Negativne psihološke posledice, ki jih posamezniki povezujejo z okoljevarstvenimi dejanji je pomembna determinanta tovrstnih dejanj. Do sramu in občutka krivde pride zaradi občutka nezadostnega truda, ki naj bi ga posameznik vložil v varovanje okolja. Nekatere raziskave kažejo, da lahko zato slednji dve emociji motivirata posameznika, da je bolj aktivno vpleten v trajnostno potrošnjo in se bolj potrudi. Prav tako je lahko prikazovanje smetišč in drugi posledic prekomerne potrošnje spodbuda za posameznikovo usmerjenost v trajnostno potrošnjo. Tudi strah, ki ga posameznik občuti, ko je informiran o negativnih posledicah njegovega nepremišljenega ravnanja, je lahko sredstvo za spodbujanje trajnostne potrošnje. Lindenberg in Steg (2007) sta ugotovila, da posamezniki trajnostne potrošnje bolj verjetno dojemajo kot nelagodje in žrtvovanje, kot pa kot pozitivno izkušnjo.

### Trajnostna potrošnja in zadovoljstvo z življenjem
Študija Venhoeven in sod. (2013) je potrdila, da so ljudje, ki se obnašajo bolj trajnostno tudi bolj zadovoljni v življenju. Na podlagi rezultatov kitajskih udeležencev sta raziskovalca Xiao in Li (2011) ugotovila, da so imeli tisti posamezniki, ki poročajo o vedenjih trajnostne potrošnje, ob kontroli spola, starosti, izobrazbe in družinskega prihodka, višji rezultat na lestvici zadovoljstva z življenjem. V raziskavi je sodelovalo 3221 udeležencev. Zadovoljstvo z življenjem so merili s pomočjo ene same postavke: Ali si zadovoljen s svojim življenjem (ang. Are you satisfied with your life?), z odgovarjanjem na petstopenjski lestvici. Trajnostno potrošnjo pa so merili s pomočjo treh spremenljivk: namera zelenega življenjskega stila, namera zelene potrošnje in vedenje zelene potrošnje. Namen zelenega življenjskega stila so merili s pomočjo postavke: V razvitih državah priljubljenost uporabe avtomobila vodi v resno onesnaženost zraka, visoka potrošnja pa povzroči kopičenje odpadkov, kar predstavlja velik socioekonomski problem (ang. In developed countries, the popularity of cars resulted in serious air pollution and high consumption caused trash disposal as a major socioeconimic issue.). Nato so udeleženci izbrali med dvema odgovorama: a) Da se izognemo onesnaževanju okolja, ne smemo prevzeti življenjskega stila, ki bo vodil v visoko potrošnjo (ang. To avoid enivornment pollution, do not adopt the lifestyle of high consumption) in b) Ne glede na to, kakšno je okoljsko onesnaževanje, če imaš denar in želiš kupiti avto, lahko vseeno živiš življenje visoke potrošnje (ang. No matter what environment pollution would be, if having money, want to buy cars and live a life of high consumption). Namen zelene potrošnje sta merila s postavko: Zeleni produkti so dragi, ne zeleni produkti so manj dragi, katere bi izbral? (ang. Green products are expensive, non green products are less expensive, usually which do you choose). Ponovni so udeleženci izbirali med dvema odgovoroma: a) Izberem zelene produkte, četudi so dragi (ang. Choose green products even they are expensive), b) Izberem tiste manj drage in se ne menim zato, če so zeleni ali ne. (ang. Choose those less expensive and don't care if they are green or not.). Vedenje zelene potrošnje so merili s pomočjo postavke: Uporabljam zelene produkte (ang. Purchase green products). Udeleženci so odgovarjali na 3 – stopenjski lestvici: vedno, včasih, nikoli. Rezultati so pokazali, da tisti potrošniki, ki so poročali o nameri zelene potrošnje in dejanskem pogostem vedenju zelene potrošnje, poročali tudi o višjem zadovoljstvu z življenjem. Raziskovalca sta svojo ugotovitev povezala s prosocialnim zapravljanjem, ki temelji na predpostavki, da zapravljanje denarja za druge, prispeva k zadovoljstvu z življenjem. Teoretična razlaga povezanosti prosocialnega zapravljanja in zadovoljstva z življenjem je nejasna, ter potrebuje nadaljnjo raziskovanje. Dokaz pozitivne povezanosti med zadovoljstvom z življenjem in trajnostno potrošnjo nam lahko da ideje o nadaljnjih javnih akcijah, ki bi spodbujale trajnostno potrošnjo. Kot je opisana raziskava ugotovila, trajnostna potrošnja ne vpliva pozitivno samo na družbo kot celoto, temveč vpliva tudi na zadovoljstvo na individualni ravni. Pozitivna korelacija med trajnostnim obnašanjem in zadovoljstvom, je temeljno izhodišče za uporabo načel pozitivne psihologije na tem področju.

### Trajnostna potrošnja in različni vidiki blagostanja
Nasprotujoče si ugotovitve glede pozitivnega oziroma negativnega zaznavanja trajnostne potrošnje lahko razložimo s pomočjo hedonskega in eudaimonskega vidika blagostanja. Hedonski vidik blagostanja se nanaša na čutno zadovoljitev, užitek, srečo in pozitivna čustva. Gre za iskanje užitkov in izogibanje trpljenja. Eudaimonski vidik blagostanja pa se nanaša na aktualizacijo človekovih potencialov, uresničevanje posameznikove prave narave, smisel življenja, osebnostno rast in doseganje pomembnih ciljev. Eudaimonija se pojavi, ko se posameznikove dejavnosti skladne z njegovimi najbolj temeljnimi vrednotami.
Povezanost s hedonskim blagostanjem
Trajnostna potrošnja se na splošno povezuje z zmanjšanim hedonskim vidikom in povišanim eudaimonskim vidikom blagostanja. Težavno presojanje uporabnosti in učinkovitosti trajnostne potrošnje na zaščito okolja ima negativne posledice na hedonski vidik blagostanja, saj posameznik zaradi negotovosti občuti distres. Prostovoljci, ki so sodelovali v organizaciji za zaščito okolja so imeli izkušnjo zmanjšanega hedonskega blagostanja, saj so svoj cilj, da bodo zaščitili naravo zaznavali kot nedosegljivega. Občutili so jezo in žalost, saj so se zavedali slabega stanja v katerem je narava. Poleg tega pa so imeli občutek, da se ne trudijo dovolj. V nasprotju s trajnostno potrošnjo pa je ravno nakupovanje tisto, ki poviša hedonsko blagostanje, saj pri večini posameznikov zmanjšuje raven stresastresa in negativnih emocij. Potrebno je, da so ljudje seznanjeni, da trajnostna potrošnja še vedno pomeni nakupovanje, le da je to drugačno. Na primer, namesto, da kupimo nove čevlje, raje kupimo rabljene. Poleg tega se je potrebno zavedati, da trajnostna potrošnja vodi v boljše okoljske razmere in s tem boljše pogoje za življenje. To pomeni, da se na makro nivoju, trajnostna potrošnja vseeno povezuje z višjim hedonističnim blagostanjem. Prav tako je raven hedonskega blagostanja odvisno od tega katero vedenje trajnostne potrošnje pogledamo. Na primer, nekaterim posameznikom je organska hrana bolj okusna. V tem primeru ne kupujejo organske hrane zgolj zaradi trajnostne potrošnje, temveč zato, ker uživajo v njen. Če pa pomislimo na to, da bomo pozimi ugasnili ogrevanje stanovanja, ker je to trajnostno pa ne bomo ravno uživali v mrzlih sobah. V tem primeru trajnostno potrošnjo zaznavamo kot manj priročno in udobno. 
Povezanost z eudaimonskim blagostanjem
Trajnostna potrošnja je pogosto opisana kot oblika prosocialnega vedenja, ki izhaja iz altruističnih motivov, kot so na primer skrb za bodoče generacije, druge vrste in celotni ekosistem. Prav tako lahko trajnostno potrošnjo klasificiramo kot moralno vedenje in izbira trajnostne potrošnje temelji na evalvaciji tega kaj je prav in kaj je narobe. Večina ljudi zahodne kulture namreč meni, da imamo osebne, socialne in moralne odgovornosti, ki se nanašajo na naravno okolje. Pri tistih posameznikih, ki trajnostno potrošnjo dojemajo kot dobro dejanje in je njihovo delovanje v tej smeri tudi notranje motivirano, bo trajnostna potrošnja v njih vzbudila eudaimnostično blagostanje.  Trajnostna potrošnja tako temelji na pozitivni psihološki motivaciji, ki nam omogoča, da trajnostna dejanja razumemo kot življenjsko vodilo. Le-to vodi do eudaimonskega blagostanja, zadoščenja in posledično do nadaljnje trajnostne potrošnje. 

## Raziskovalna področja

### Okoljevarstvena psihologija
Okoljevarstvena psihologija je raziskovalno področje, ki združuje spoznanja različnih psiholoških panog in jih uporablja pri spodbujanju varovanja naravnega okolja. Ukvarja se z raziskovanjem razlogov za netrajnostno vedenje sodobne družbe. Poleg trajnostne potrošnje so najpogostejše teme, ki jih raziskuje okoljevarstvena psihologija: recikliranje, odnos do živali, okolje in identiteta ter okoljska vzgoja in socializacija.

### Okoljska psihologija
Okoljska psihologija je okoljevarstveni psihologiji najbolj sorodna psihološka panoga. Okoljska psihologija je psihološka panoga, ki se osredotoča na odnos med posameznikom in fizičnim okoljem. Zanimata jo tako umetno, kot naravno okolje, medtem, ko je okoljevarstvena psihologija raziskovalno področje, ki se osredotoča le na naravno okolje. Njuni raziskovalni področji se torej deloma prekrivata. Del okoljevarstvene psihologije je okoljska psihologija in tudi okoljska psihologija je del okoljevarstvene psihologije. Okoljevarstvena psihologija skupaj s populacijsko in okoljsko psihologijo tvori 34. Oddelek Ameriškega psihološkega združenja (APA).

### Ekopsihologija
Področje okoljevarstvene psihologije se deloma prekriva tudi z ekopsihologijo. Obe namreč zanima odnos med posameznikovo povezanostjo z naravo in njegovim blagostanjem. Z večjo človekovo povezanostjo z naravo naj bi se namreč povečala tudi posameznikova skrb za varovanje okolja. Glavna razlika med področjema je v poudarku na znanstvenem proučevanju, ki je v ospredju okoljevarstvene psihologije. Ekopsihologija namreč sega v spiritualistične vode. Tako je okoljevarstvena psihologija nastala kot odgovor na premalo znanstveno rigorozno usmeritev ekopsihologije.

### Populacijska psihologija
Trajnostna potrošnja je prav tako tematika populacijske psihologije. Strokovnjaki menijo, da je najprej potrebno ustaviti populacijsko rast, saj je to osnova za vse nadaljnje akcije na področju trajnostne potrošnje. Bandura je ugotovitve na področju socialno kognitivno teorije uporabil na področju zmanjšanja populacijske rasti. V različnih regijah je predvajal serijo posnetkov, kjer so se odražali kontrasti med pozitivnimi aspekti bivanja v majhnih družinah in negativnimi aspekti bivanja v številčnejši družini. Evalvacijske študije v teh regijah so pokazale preference za manjše družine, višjo pripravljenost za uporabo kontracepcije in upad v številu novorojenih otrok. Vendar je uporaba te metode odprla številne etične dileme in odprla vprašanje, kaj nam daje pravico, da na tovrsten način vplivamo na ljudi.

## Vključevanje psihologov v spodbujanje trajnostne potrošnje
Kljub temu, da večina ljudi misli, da trajnostna potrošnja ni tematika s katero bi se morali ukvarjati psihologi, se le-ti lahko uspešno vključujejo v reševanje dolgoročnih družbenih problematik.
 Ljudje namreč menijo, da je to problem, s katerim se morajo ukvarjati biologi, kemiki, geologi, fiziki in ekonomisti. Vendar dejstvo je, da je okoljska kriza posledica našega mišljenja, občutij, vedenja in vrednot. Očitno tehnične rešitve ne bodo učinkovite, če se prej ne spremeni vedenje posameznikov. Psihologija nudi celo vrsto konceptov in pripomočkov za spreminjanje vedenja potrošnikov. Oskamp meni, da je ena izmed ključnih nalog psihologije v 21. stoletju delati s potrošniki in v družbi vzpostaviti bolj kritičen in odgovoren odnos do potrošnje. Psihologi lahko pomagajo potrošnikom, da postanejo bolj informirani o svojih okoljsko destruktivnih vedenjih. Poleg tega mora psiholog vplivati tudi na večje socialne skupine, ki so odločilne za sprejemanje večjih odločitev za družbo. To pomeni, da mora psiholog delati na področju kmetijstva, politike in v večjih podjetjih. Alan During) meni, da bomo z vzpostavitvijo trajnostno naravnane družbe, povišali tudi raven psihičnega blagostanja. 
Psihologi morajo delati na različnih področjih. Pomembno je, da se informirajo na področju okoljskih problemov. Le na ta način lahko podajajo ustrezne predloge na tem področju. Če ne bodo dobro informirani na področju trajnostne potrošnje, ga ne bodo jemali resno. Tako morajo biti psihologi seznanjeni s populacijsko statistiko, viri energije, inovativnim transportom, ekološko gradnjo in podobnimi sodobnimi ekološkimi projekti. Poleg tega mora biti psihološko delo na tem področju empirično. Raziskovati morajo razloge za povečanje gospodinjske potrošnje, osebne poglede na trajnostno potrošnjo, razloge zakaj se ljudje počutijo nemočni in imajo občutek, da ne morajo vplivati na izboljšanje ter kakšna so pričakovanja ljudi glede prihodnosti. Prav tako naj psihologi naj sodelujejo v političnih odločitvah. 

## Trajnostni razvoj v podjetjih
Ozaveščanje o resni okoljski problematiki je potrebno vpeljati tudi v delo organizacij. Vpeljava koncepta trajnostne potrošnje v neko podjetje zahteva prilagoditev organizacijske kulture, sistema dela, splošnega obnašanja zaposlenih na delovnem mestu in tudi to, kako vsak posameznik razmišlja o organizaciji in svojem delu. Gre ta sposobnost prilagoditve spreminjajočim okoljskim zahtevam. Kljub temu, da je vpeljava koncepta trajnostne potrošnje v podjetja šele v povojih, imamo kar nekaj svetovno znanih podjetij, ki se že resno ukvarjajo s tem. BMW, nemški proizvajalec prestižnih avtomobilov, je podjetje, ki ga je revija Forbes Magazine izbrala za najbolj trajnostnega v letu 2016. Podjetje je dobilo najviše ocene na učinkoviti izrabi vode in energije ter zmanjšani količini odpadkov. Polega tega so pri oceni upoštevali tudi njihovo odgovorno plačevanje davkov, investiranje v okoljevarstvene inovacije, majhno fluktuacijo zaposlenih in ustrezno razmerje plač med nadrejenimi in podrejenimi.
Med prvih dvajset najbolj trajnostnih podjetij je revija Forbes uvrstila tudi podjetja Adidas, Coca-Cola Enterprises, L'Oreal in H&M. Opazimo lahko, da številna vodilna svetovna podjetja ukvarjajo z iskanjem rešitev na področju trajnostne potrošnje in to tudi učinkovito uporabijo v oglaševalne namene in gradnjo statusa svoje blagovne znamke. Trajnostnost za podjetje tako ne predstavlja samo za nekakšno okoljsko gesto, temveč ima tudi številne druge prednosti. Glede na to, da trajnostna potrošnja počasi postaja vrednota bo marsikateri potrošnik bolj verjetno kupil izdelek, katerega proizvodnja je trajnostna.
Raziskava iz leta 2013 je ugotovila, da trajnostnost podjetij vpliva na produktivnost zaposlenih. Rezultati so pokazali, da so tisti zaposleni, ki delajo v podjetjih, ki sledijo mednarodnim okoljskim standardom, za 16 % bolj produktivni, od tistih, ki so zaposleni v podjetjih, ki ne sledijo tem standardom. Poleg tega so v raziskavi ugotovili, da se t.i. trajnostna podjetja navadno tudi bolj ukvarjajo z dobrim počutjem zaposlenih in njihovimi medsebojnimi odnosi. 